# Direzione per l'impiego del personale militare dell'Aeronautica
La Direzione per l'impiego del personale militare dell'Aeronautica (DIPMA), retta da un generale di squadra aerea/divisione aerea, è un organo di  staff del capo di stato maggiore dell'Aeronautica, è nata a seguito dell'emanazione della Legge n° 25 del 18 febbraio 1997, con cui è stata attribuita al capo di s.m.A., come specifica competenza, la piena potestà/responsabilità dell'impiego del personale militare dell'Aeronautica Militare.
La missione della DIPMA è di "provvedere alla programmazione ed alla relativa attuazione dei provvedimenti per l'impiego del personale dell'Aeronautica Militare per tutte le esigenze nazionali, interforze ed internazionali, curando specificatamente tutte le attività di pianificazione e le relative designazioni alle SS.AA. secondo le normative in vigore (ivi comprese le richieste di decreti di nomina, ove necessari)".

## Organigramma e struttura
La direzione è organizzata come segue:
- 1° ufficio:  impiego ufficiali dirigenti
- 2° ufficio:  impiego ufficiali direttivi
- 3° ufficio:  impiego personale enti internazionali, fuori area e organismi di sicurezza
- 4° ufficio:  impiego personale non direttivo marescialli e sergenti
- 5° ufficio:  impiego personale volontari di truppa e mobilitazione
- 6° ufficio:  studi, consulenza, contenzioso e disciplina
- segreteria particolare
- ufficio del direttore